# Spyker C12 Zagato
Spyker C12 Zagato – supersamochód klasy średniej typu one-off wyprodukowany pod holenderską marką Spyker w 2008 roku.

## Historia i opis modelu

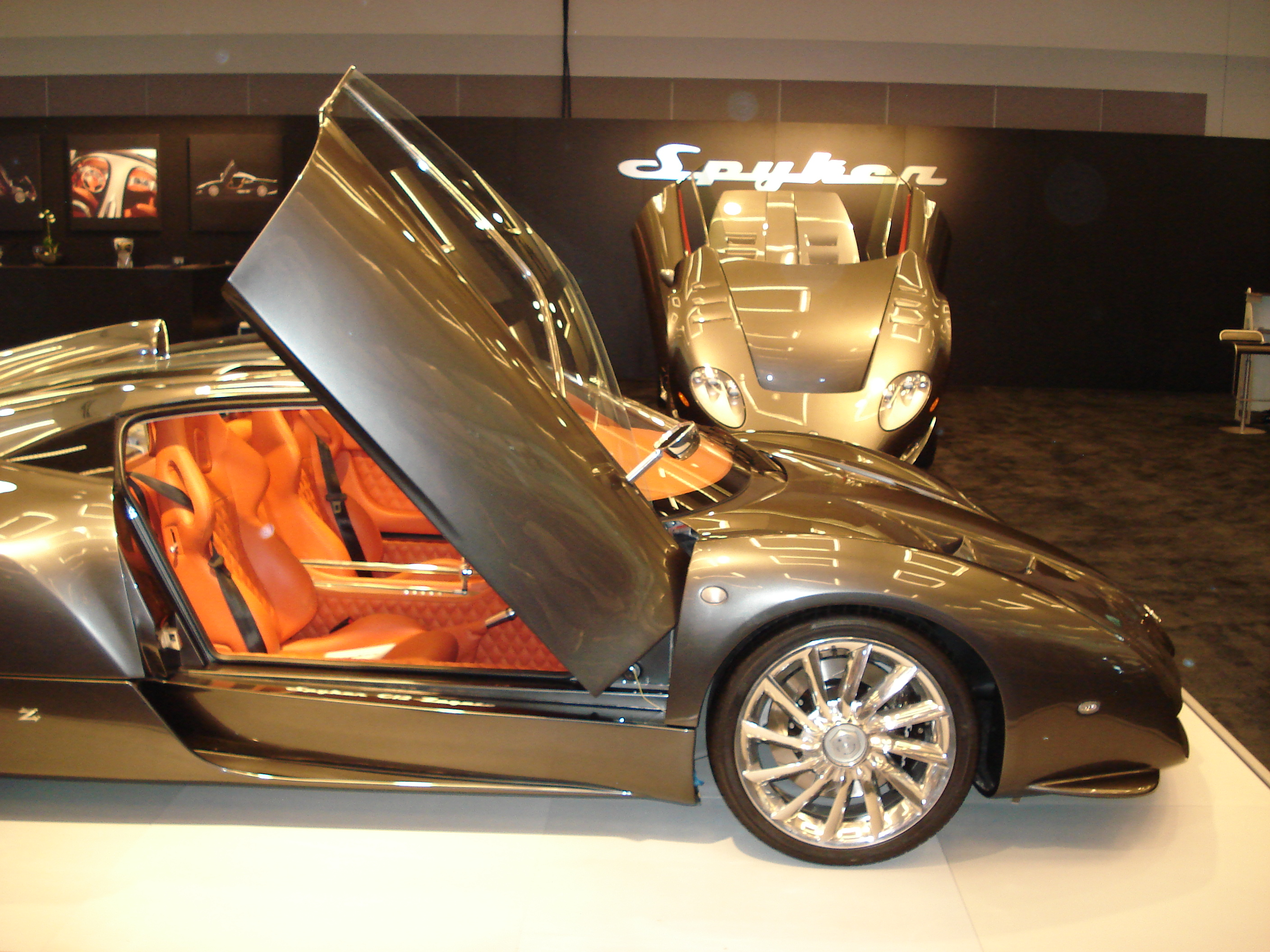
Spyker C12 Zagato - sylwetka

W marcu 2007 Spyker przedstawił rezultat współpracy z włoskim studiem projektowym Zagato w postaci specjalnego supersamochodu C12 Zagato. Wykonane z aluminium nadwozie utrzymane zostało w charakterystycznej estetyce Spykera bogatej w chromowane ozdobniki i połyskujące detale, nawiązując jednocześnie do autorskiego prototypu Zagato Raptor włoskiego studia z 1996 roku. 
Samochód wyposażono w typowe dla innych Spykerów podnoszone drzwi, a także okienka wkomponowane w panel dachu. W stylizacji umieszczono też liczne elementy nawiązujące do bolidów Formuły 1 jak m.in. dyfuzor umieszczony w tylnym zderzaku, trzecie światło stop w formie pionowo umieszczonych diod czy wloty powietrza w okolicy komory silnika. Elementy te posłużyły za hołd krótkotrwałych startów holenderskiej firmy w tej dziedzinie sportów motorowych, z których musiała się wycofać z 2007 roku z powodu kłopotów finansowych.
Tuż za fotelami umieszczona została jednostka napędowa, którą zapożyczono od Volkswagena. Jest to 12-cylindrowy silnik W12 o pojemności 6 litrów i mocy 500 KM, zapewniając rozpędzenie się do 100 km/h w 3,8 sekundy i osiągnięcie prędkości maksymalnej do 350 km/h. Jednostkę sprzężono 6-biegową automatyczną skrzynią biegów, którą wyposażono w funkcję manualnego sterowania łopatkami.

### Sprzedaż
Spyker C12 Zagato pierwotnie miał być samochodem limitowanym skierowanym do dotychczasowych posiadaczy samochodów holenderskiej firmy. W 2008 roku Spyker planował zbudować 24 egzemplarze unikatowego modelu w cenie po 495 000 euro, jednak późniejsze kalkulacje skłoniły producenta do obrania za priorytet innych modeli z powodu niskiej stopy zwrotu. W rezultacie, C12 Zagato pozostało konstrukcją zbudowaną tylko w jednym egzemplarzu typu one-off, nie trafiając do seryjnej produkcji.

### Silnik
- W12 6.0l 500 KM Volkswagen